# 福岡県道36号小倉停車場線
福岡県道36号小倉停車場線（ふくおかけんどう36ごう こくらていしゃじょうせん）は、福岡県北九州市小倉北区を通る県道（主要地方道）である。

## 概要
北九州市小倉北区京町3丁目のJR九州鹿児島本線・日豊本線・JR西日本山陽新幹線 小倉駅南口から北九州市小倉北区魚町1丁目の国道199号旧道（勝山通り）小倉駅前交差点に至る、300 mほどの路線である。
平和通りの一部を成す。沿道にはデパートや金融機関の支店などが建ち並び、また上空は北九州モノレールが通過する。

### 路線データ
- 起点：福岡県北九州市小倉北区京町3丁目（JR九州鹿児島本線・日豊本線・JR西日本山陽新幹線 小倉駅南口）
- 終点：福岡県北九州市小倉北区魚町1丁目（小倉駅前交差点、国道199号旧道交点）
- 総延長：約300 m

## 歴史
- 1993年（平成5年）5月11日 - 建設省から、県道小倉停車場線が小倉停車場線として主要地方道に指定される[1]。

## 路線状況

### 通称
- 平和通り

## 地理

### 通過する自治体
- 北九州市（小倉北区）

### 交差する道路
| 交差する道路                 | 交差する場所 | 交差する場所          |
| ---------------------------- | ------------ | --------------------- |
| 国道199号 / 旧道（勝山通り） | 魚町1丁目    | 小倉駅前交差点 / 終点 |

### 沿線
- JR九州鹿児島本線・日豊本線・JR西日本山陽新幹線 小倉駅